# Ђеравичко језеро
Ђеравичко језеро (алб. Liqeni i Gjeravicës) се налази на Проклетијама, испод истоименог врха (2 656 m нмв), који је највиши врх Србије и други по висини врх у Проклетијском масиву. Налази се на око 2 200 метара надморске висине и из њега истиче река Ереник (Рибник), која протиче кроз Метохију. Језеро има облик зуба, са највећом дужином од 240 и ширином од 120 метара, док му је највећа дубина 3,8 метара. Станиште је неколико врста водоземаца из фамилије саламандрида, који се хране летећим инсектима.

## Напомена
1. ↑  Виши од Ђеравице је само Језерски врх (2 694 m нмв), на северу Албаније.